# Estadio de la Universidad Politécnica Salesiana Valeriano Gavinelli
El Estadio de la Universidad Politécnica Salesiana Valeriano Gavinelli Bovio es un estadio anexo a dicha Universidad. Está ubicado en la ciudad de Cuenca, provincia de Azuay. Es usado para la práctica del fútbol, Tiene capacidad para 1000 espectadores.
Desempeña un importante papel en el fútbol local, ya que los clubes de Cuenca como el Club Social Deportivo Tecni Club hacen o hacían de local en este escenario deportivo, que participan en la Segunda Categoría del Azuay.
El estadio es sede de distintos eventos deportivos a nivel local, ya que también es usado para los campeonatos escolares de fútbol que se desarrollan en la ciudad en las distintas categorías, también puede ser usado para entrenamientos de equipos de Segunda Categoría o cualquier otro equipo.
- Datos: Q16303216